# Ruta azul
La carretera nacional 7, o RN 7, o incluso N 7, a veces también llamada  "ruta azul" o  "ruta de vacaciones" (aunque la ruta difiere entre Roanne y Valence), fue la más larga de las carreteras nacionales de Francia con 996 km. Antes de su desmantelamiento parcial, unió París y Menton a través del oeste de Borgoña, el norte de Auvernia, el valle del Ródano, el macizo de L'Estérel y la Costa Azul.

## Historia
Lyon se convierte en el punto de partida de todas las rutas establecidas por el yerno de Auguste,  Marcus Vipsanius Agrippa en el 20 a. C.. Esta red de Lyon pasará a la historia bajo el nombre de  estrella de Agrippa. Desde allí, comienzo de las carreteras hacia París, siguiendo aproximadamente la actual carretera Nacional 6, y hacia Roma a lo largo el Rhône, por Arausio ( Orange), y el borde del  Mediterráneo como la Nacional 7.
Fue en el siglo XV, con la creación de  post royal por Louis XI que una red coherente de post se ha configurado. Los caminos de París a Lyon pasan por  Moulins (ruta du  Bourbonnais) o Dijon (ruta de Borgoña (antigua región administrativa). El siglo siguiente vio la aparición del primer transporte regular de pasajeros y la plantación de elm s a lo largo de las pistas para sombrearlos y delimitarlos (a lo largo de la actual nacional 6 (Francia metropolitana) y ex-N-7).
Cuando el Condado de Niza se incorporó en 1793 a la República Francesa para formar el departamento de Alpes Marítimos (1793-1814), no había un ingeniero a cargo de puentes y carreteras. Allí se decidió construir un camino entre Niza y Menton que continuó hacia Italia, el camino hacia la gran cornisa. 
Joseph Hyacinthe Sigaud, ingeniero de los Ponts-et-Chaussées (1752-después de 1815)", fue nombrado ingeniero jefe de los puentes y carreteras del departamento de Alpes Marítimos donde llegó el 23 de diciembre de 1802, pero dejó este cargo el 31 de octubre de 1805 para el puesto de ingeniero jefe de puentes y carreteras en Bocas del Ródano. 
Es reemplazado por su asistente, Joseph Ladevèze (1765)-1833)). Los primeros movimientos de tierra de la carretera fueron adjudicados en 1803) a Charles Martinasso, de Niza, por un estimado de 250 000 francos para la construcción de 15.7 km de carretera que requiere 64 000 m³ de esquejes de roca. Pero las dificultades llevaron a romper el mercado y confiarlo a Joseph Fiorina, de Niza. El contrato se cerró en 1806). 
El mismo empresario obtuvo en 1809) el contrato para la continuación del camino desde la capilla de Sainte-Catherine en La Turbie a  Menton por cantidad de 128 000 francos por 13.5 km. Continuó el trabajo en 1810 desde Menton hasta la cima de Vintimille, es decir, 10.5 km tuvo un precio de 164 000 francos. 
La otra dificultad de esta carretera era el puente que permitía cruzar el Río Var. Un puente que fue construido rápidamente en 1792 por los ingenieros militares. Medía  628 m de longitud y 4.90 m de ancho. 
El puente fue transferido del Ministerio de Guerra al Ministerio del Interior en 1802. Mostraba signos de debilidad varias veces. Una inundación en 1802-1803 creó tres brechas. En 1810, se creó una nueva brecha. 
En abril de 1812, la creación de un dique permitió reducir la longitud a 335 m para un proyecto para un nuevo puente  de 15 m de ancho y 7 m de ancho. La obra se atribuye a Jean Faraud (arquitecto de la ciudad de Niza) en septiembre. 
Cuando el general sardo Caqueran d'Osasque ingresó al condado en 1814, los trabajos de construcción se interrumpieron por falta de dinero. El puente de 1792 permaneció en servicio y constantemente reparado. 
Fue con la construcción del viaducto sobre el Río Var para la línea ferroviaria de la compañía PLM que se construyó un nuevo puente de cubierta de hierro fundido entre 1861 y 1863. El puente fue destruido durante un bombardeo en 1944. En 1950 se inauguró un nuevo puente de hormigón armado subiendo el curso del Río Var desde Niza hasta Entraunes.

## Itinerario
La N-7 comienza en la puerta de Italia en el límite entre París y Le Kremlin-Bicêtre, pasa bajo las pistas del Aeropuerto de París-Orly a lo largo del Río Sena hasta Fontainebleau. Atraviesa Nemours y Montargis antes de unirse al Valle del Loira en Briare.
Al sur de Nevers, se abandona el Valle del Loira por el Valle del Allier. Pasa frente al Circuito de Nevers Magny-Cours, pasa por alto Saint-Pierre-le-Moûtier antes de dirigirse hacia Moulins.
En el territorio del municipio de Trévol, se descubre junto a la carretera (a la derecha cuando se viene desde París) un monumento en memoria de cuatro aeronáuticos: el Capitán Marchal, El Teniente Chauré y los ayudantes Vincenot y Réau, que murieron el 25 de septiembre de 1909 en el accidente de la aeronave "République". Este monumento fue inaugurado el 29 de septiembre de 1923.
Desde la década de 1990, Moulins ha sido circunvalada. En la salida sur de la villa, un cruce permite el acceso a la sección llamada Ruta Centro Europa Atlántico (RCEA). 
También es en Moulins dónde comienza la N-9 (desclasificada) en dirección a Clermont-Ferrand y a España atravesando el Macizo Central, convirtiéndose en la autopista A-75 antes de llegar  al departamento de Hérault.
En Varennes-sur-Allier, la carretera N-209 conduce al famoso Balneario de Vichy. Poco después de Lapalisse, cruza las montañas de la Madeleine.
La ciudad de Roanne ahora se pasa por una carretera de circunvalación.
En Hôpital-sur-Rhins, está el cruce de la N-7 con la N-82 que se dirige hacia Saint-Étienne. También permite el acceso a Lyon por la autopista A-89.
Después tiene que cruzar las montañas de Lyonnais a través del paso Pin-Bouchain para llegar a Tarare, L'Arbresle, Lentilly, La Tour-de-Salvagny, donde termina la autopista A-89, y finalmente a Lyon donde la carretera N-6 y la carretera N-7 se encuentran rozando la Plaza Valmy frente al ayuntamiento del Distrito 9 de Lyon. 
Después la carretera cruza el puente Kitchener para unirse a la D-307 a través de Vénissieux y luego Feyzin antes de continuar más al sur.
La N-7 cruza el Ródano en la estación de Perrache y se dirige hacia Vienne. Sigue la orilla izquierda del Río Ródano y pasa por Valence, Montélimar, Orange y Aviñón . 
Debido a la presencia de la autopista A-7, la carretera nacional prácticamente no pasa por la aglomeración al sur de Lyon.
En Valence hay una modificación reciente y sustancial de la carretera. Si bien la ruta de la carretera estaba más o menos encajada entre el Río Ródano, la autopista y la ciudad, la apertura de una sección de la carretera de circunvalación de 2 × 2 carriles al norte de la ciudad (entre la N-532 y la N-7) permitió integrar todo el by-pass en la carretera.
A partir de Aviñón, el paisaje cambia : abandona el valle del Ródano para dirigirse a Aix-en-Provence donde la carretera N-8 (desclasificada) se dirige a Marsella. La N-7 atraviesa Brignoles a lo largo del Macizo de los Mauros antes de llegar a  Vidauban, Le Muy y después Fréjus.
Para continuar hacia el este, se puede tomar la Cornisa de Oro (N-98), la carretera del interior (N-7) o coger la autopista A-8.
Entre Cannes, Antibes y Niza, la carretera sufrió muchas modificaciones de trazado.  Entre Niza y Menton, está construida la « media cornisa » y pasa cerca de la frontera de Mónaco. En el origen, la carretera discurre por la « gran cornisa » hasta el año 1970. La frontera italiana se sitúa al este de la villa de Menton en dirección de Vintimille. La carretera es prolongada por la carretera italiana SS-1 (strada statale 1 Via Aurelia) que se termina en Roma.

### De París a Lyon
Los municipios atravesados por la  N 7  de París a Lyon son :
Île-de-France : París (Puerta de Italia) • Le Kremlin-Bicêtre • Villejuif • L'Haÿ-les-Roses (al oeste) • Vitry-sur-Seine (al este) • Chevilly-Larue (al oeste) • Thiais (al este) • Rungis (al oeste) • Orly (al este) • paso bajo las pistas del Aeropuerto de Paris-Orly • Villeneuve-le-Roi (al este) • Paray-Vieille-Poste (al oeste) • Athis-Mons • Juvisy-sur-Orge • Viry-Châtillon • Grigny • Ris-Orangis • Évry-Courcouronnes • Corbeil-Essonnes • Le Coudray-Montceaux (Plessis Chenet) • Saint-Fargeau-Ponthierry • Pringy • Villiers-en-Bière • Chailly-en-Bière • Fontainebleau • Bourron-Marlotte • Grez-sur-Loing • Saint-Pierre-lès-Nemours • Nemours • Souppes-sur-Loing.
Centre-Val de Loire (Loiret) : Dordives • Fontenay-sur-Loing • Cepoy • Châlette-sur-Loing • Montargis • Amilly • Mormant-sur-Vernisson • Solterre (La Commodité) • Pressigny-les-Pins • Nogent-sur-Vernisson • Boismorand (Les Bézards) • La Bussière • Briare • Bonny-sur-Loire.
Bourgogne-Franche-Comté (Nièvre) : Neuvy-sur-Loire • La Celle-sur-Loire • Myennes • Cosne-Cours-sur-Loire • Tracy-sur-Loire (Maltaverne) • Pouilly-sur-Loire • Mesves-sur-Loire • La Charité-sur-Loire • La Marche • Tronsanges • Pougues-les-Eaux • Varennes-Vauzelles • Nevers • Challuy (al oeste) • Sermoise-sur-Loire (al este) • Magny-Cours • Saint-Parize-le-Châtel (Moiry) • Saint-Pierre-le-Moûtier • Chantenay-Saint-Imbert • Tresnay.
Auvernia-Ródano-Alpes : Villeneuve-sur-Allier • Trévol • Avermes • Moulins • Yzeure • Toulon-sur-Allier • Bessay-sur-Allier • Saint-Loup • Varennes-sur-Allier • Rongères • Saint-Gérand-le-Puy • Périgny • Lapalisse • Saint-Prix • Saint-Pierre-Laval • Saint-Martin-d'Estréaux • La Pacaudière • Changy • Saint-Forgeux-Lespinasse • Saint-Germain-Lespinasse • Saint-Romain-la-Motte • Roanne • Le Coteau • Saint-Vincent-de-Boisset • Notre-Dame-de-Boisset • Saint-Cyr-de-Favières • Neaux • Saint-Symphorien-de-Lay • Fourneaux • Machézal • Joux • Tarare • Pontcharra-sur-Turdine • Les Olmes (Vindry-sur-Turdine) • Saint-Romain-de-Popey • Bully • L'Arbresle • Fleurieux-sur-l'Arbresle • Lentilly • La Tour-de-Salvagny • Dardilly • Charbonnières-les-Bains • Tassin-la-Demi-Lune • Lyon.

### De Lyon a Menton
Los municipios atravesados por la Nacional 7 de Lyon a Menton y a la frontera italiana son :
Auvernia-Ródano-Alpes : Lyon • Saint-Fons • Vénissieux • Feyzin • Saint-Symphorien-d'Ozon • Simandres • Communay (Les Pins) • Chuzelles (Les Pins) • Seyssuel • Vienne • Reventin-Vaugris • Chonas-l'Amballan • Auberives-sur-Varèze • Le Péage-de-Roussillon • Roussillon • Salaise-sur-Sanne • Chanas • Saint-Rambert-d'Albon • Albon • Andancette • Saint-Vallier • Ponsas • Serves-sur-Rhône • Érôme • Gervans • Tain-l'Hermitage • Pont-de-l'Isère • Bourg-lès-Valence • Valence • Portes-lès-Valence • Livron-sur-Drôme • Loriol-sur-Drôme • Saulce-sur-Rhône • La Coucourde • Savasse (hameau de L'Homme d'Armes) • Montélimar • Malataverne • Donzère • Pierrelatte.
Provence-Alpes-Côte d'Azur : Lapalud • Bollène  • Mondragon • Mornas • Piolenc • Orange • Courthézon • Bédarrides • Sorgues • Le Pontet • Avignon • Noves • Verquières  • Saint-Andiol • Plan-d'Orgon • Orgon • Sénas • Mallemort • Vernègues • Lambesc • Saint-Cannat • Aix-en-Provence • Le Tholonet • Meyreuil • Châteauneuf-le-Rouge • Rousset • Puyloubier • Trets • Pourrières • Pourcieux • Saint-Maximin-la-Sainte-Baume • Tourves • Brignoles • Flassans-sur-Issole • Le Luc • Le Cannet-des-Maures • Vidauban • Taradeau • Les Arcs • Le Muy • Roquebrune-sur-Argens • Puget-sur-Argens • Fréjus • Les Adrets-de-l'Estérel • Mandelieu-la-Napoule • Cannes • Vallauris  • Antibes • Villeneuve-Loubet • Cagnes-sur-Mer • Saint-Laurent-du-Var • Niza • Villefranche-sur-Mer • Èze • Cap-d'Ail • La Turbie • pasando muy próximo al principado de Mónaco • Beausoleil • Roquebrune-Cap-Martin • Menton.

## Desclasificaciones
Una primera desclasificación tuvo lugar en noviembre de 1972 entre Tassin-la-Demi-Lune y el puente Gallieni en Lyon. Se reanudó la carretera de la Nacional 89 entre Tassin-la-Demi-Lune y Plaza Valmy en Lyon
El decreto del 5 de diciembre de 2005 solo conserva menos de la mitad de la longitud de esta carretera en la red nacional de carreteras.
De Nevers a Lyon, la carretera conserva su estatus nacional. Sin embargo, es (en cierto modo) un indulto, en particular entre Hôpital-sur-Rhins (municipio de Saint-Cyr-de-Favières, cerca de Roanne) y Lyon, porque está expresamente indicado en dicho decretar que esta sección de la carretera dejará de pertenecer a la red nacional de carreteras cuando se ponga en servicio la sección correspondiente de la A-89, es decir, desde 2013. En cuanto a la sección de Nevers - Roanne, está destinada a transformarse en una autopista.
La otra gran sección en cuestión es Vienne - Orange, una ruta dividida de la A-7 no desmantelada en 2007, planeada para transformarse en carriles 2 × 2 en un futuro bastante distante.
Un tercer sector en Aviñón también se conserva entre la ciudad y la A-7 cerca de Caumont-sur-Durance.
Todas las demás secciones se transfieren a los departamentos. La re-numeración ya ha comenzado.
- En Val-de-Marne, a lo largo de su ruta, la nueva numeración es D-7 desde finales de 2009.
- En Sena y Marne, toda la ruta tomó el número D-607 a principios de 2007.
- Atraviesa el departamento de Loiret bajo la numeración D-2007.
- En Nièvre, las secciones antiguas de la N-7 se llaman D-907.
- En Allier, los cruces de Avermes, Moulins, Toulon-sur-Allier, Lapalisse y Saint-Prix ahora se llaman D-707. (hubo una numeración provisional, en N-2007).
- En Loira, se llama D-207 alrededor de Roanne.
- En Ródano, se llama D-307.
- En Vaucluse y más particularmente entre Sorgues y Orange, se ha re-numerado en D-907.
- En Bocas del Ródano, se llama D-7N.
- En Var, la designación elegida DN-7 fue ciertamente elegida para mantener la designación N-7, con gran valor simbólico.
- En Alpes Marítimos, se numera D-6007 hasta la frontera italiana donde termina su ruta, excepto en el territorio de la metrópolis de Niza Costa Azul, donde temporalmente toma el número M-6007.

- Datos: Q97687425